# Alberico di Porta Ravegnana
Alberico di Porta Ravegnana (Albericus de Porta Ravennate; Bologna, ... – ...; fl. XII secolo) fu un giureconsulto appartenente alla scuola bolognese dei glossatori, che operò nella seconda metà del XII secolo.

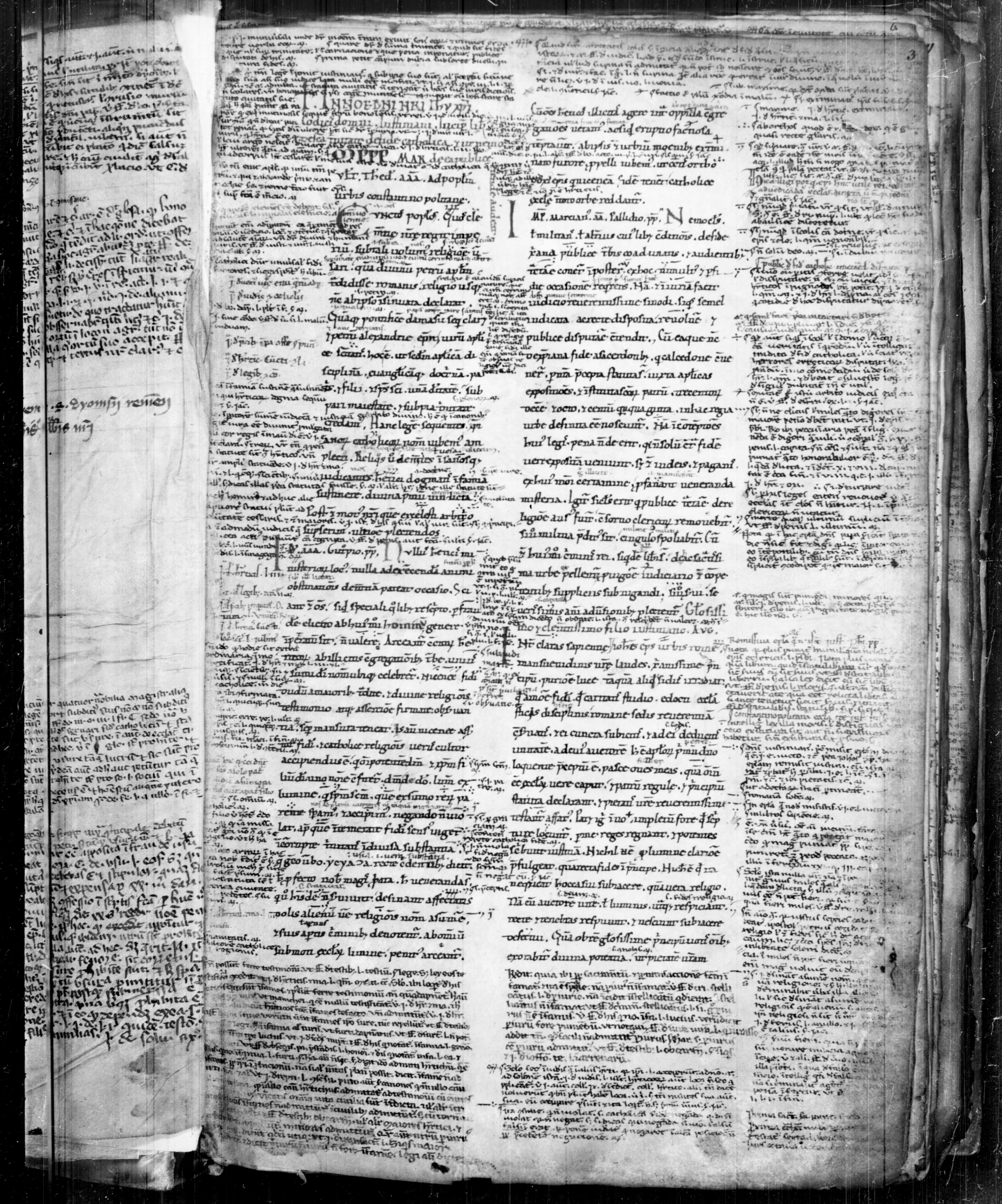
Glossae ad Codicem, manoscritto, XII secolo. Berlino, Staatsbibliothek zu Berlin Preußischer Kulturbesitz, Manuscripta latina, Ms. lat. fol. 274.

Di lui restano glosse a varie parti del Corpus iuris civilis, una Summula de testibus e una raccolta di Distinctiones della quale sembra che sia stato però soltanto il riordinatore.

## Opere

### Manoscritti
- Glossae ad Codicem, XI-XII secolo, Montpellier, Bibliothèque interuniversitaire. Section Médecine, Fonds manuscrits, H 83,  f. 37v.
  -  Glossae ad Codicem, XII secolo, Berlin, Staatsbibliothek zu Berlin Preußischer Kulturbesitz, Manuscripta latina, Ms. lat. fol. 274,  ff. 3ra-186vb.
  -  Glosse ad Codicem, XII-XIII secolo, Stuttgart, Württembergische Landesbibliothek Stuttgart, Öffentliche Bibliothek, Cod. jur. fol. 71,  ff. 1v-185vb.
- Glossae ad Digestum vetus, XII secolo, Stockholm, Kungliga Biblioteket, Handskrifter, B 680,  ff. 1r-269v.
- Glossae ad Institutiones, XIII secolo, Wien, Österreichische Nationalbibliothek, Codices (Altbestand), Cod. 2142 (antea Jus civ. 25),  ff. 1r-48r.
- Glossae ad Tres libros, XII secolo, London, British Library, Harley MS, Harley 5117,  ff. 200ra-239r.
- Distinctio de pactibus, XI-XII secolo, Montpellier, Bibliothèque interuniversitaire. Section Médecine, Fonds manuscrits, H 82,  f. 264r.
- Distinctio de duobus reis, XII secolo, Città del Vaticano, Biblioteca Apostolica Vaticana, Fondo Vaticano latino, Vat. lat. 880,  f. 64v.
- Distinctio de substitutione, XII-XIII secolo, Bologna, Biblioteca del Collegio di Spagna, Fondo manoscritti, ms. 73,  ff. 145v-146r.
- Distinctiones, Distinctiones 'Gratianopolotitanae', XIII secolo, Grenoble, Bibliothèque municipale internationale, Fonds manuscrits, MS 391.2,  ff. 148ra-157rb, 205ra-206vb.
- Distinctiones, XII-XIII secolo, Cambridge, Trinity College Library, Medieval manuscripts, MS O.7.40 (1368),  ff. 184r-202v.
  -  Distinctiones, XIII secolo, Città del Vaticano, Biblioteca Apostolica Vaticana, Fondo Chigi, Chig. E. VII. 211,  ff. 1ra-8va.
  -  Distinctiones, XIII secolo, Bamberg, Staatsbibliothek, Handschriften, Msc. Can. 45 (antea P.II.4),  ff. 57ra-63va.
  -  Distinctiones, XIII secolo, Leipzig, Universitätsbibliothek, Codices Haeneliani, Haenel 10,  ff. 150ra-157vb, 142ra-149vb.
  -  Distinctiones, XIII-XIV secolo, Paris, Bibliothèque Nationale de France, Fonds latin, Lat. 4603,  ff. 63r-78v.
  -  Distinctiones, XIII-XIV secolo, Città del Vaticano, Biblioteca Apostolica Vaticana, Fondo Chigi, Chig. E. VII. 218,  f. 64ra.
- Summula de testibus, XIII secolo, Fulda, Hochschul- und Landesbibliothek, Handschriften, D 12,  f. 2r-va.
  -  Summula de testibus, XIII secolo, La Seu D'Urgell, Biblioteca Capitular d'Urgell, Manuscritos, MS 2036 (antea 140).
  -  Summula de testibus, XIII secolo, Avignon, Bibliothèque du Musée Calvet, Fonds manuscrits, MS 762,  ff. 39-39v.
  -  Summula de testibus, XIII secolo, Sion, Archives du Chapitre, Fonds manuscrits, ms. 83,  pp. 345-346a.
  -  Summula de testibus, XIII-XIV secolo, Città del Vaticano, Biblioteca Apostolica Vaticana, Fondo Barberiniano latino, Barb. lat. 1440,  ff. 21r-22v.